# Charlemagne Palestine
Charlemagne Palestine, rodným jménem Haim Moshe Palestine, (* 15. srpna 1945, nebo 1947 Brooklyn, New York, USA) je americký minimalistický skladatel, hudebník a vizuální umělec. Ve své tvorbě často pracuje s plyšáky (které označuje za božstva), a to jak při výstavách v muzeích, tak i při koncertech, kdy je má naaranžované okolo klavíru. Pochází ze židovské rodiny z Brooklynu. V šedesátých letech obsluhoval zvonkohru v episkopálním Kostele svatého Tomáše na Manhattanu. Krátce neformálně studoval u pandita Prana Natha. Koncem sedmdesátých let se hudbě přestal věnovat, k aktivnímu hraní se vrátil až s novou vlnou zájmu o jeho dílo v devadesátých letech. Od roku 1995 žije v Evropě.

## Sólová diskografie (vybraná)
- Karenina. 2 CD. Sólo pro harmonium a falzetový hlas, nahráno v březnu 1997 v Paříži. Londýn: World Serpent Distribution.
- Schlingen-Blängen. Sólo pro varhany. US: New World Records, 1999.
- Four Manifestations on Six Elements. Sóla pro klavír a elektroniku. Belgie: Barooni Records.
- Godbear. Sóla pro klavír. Belgium: Barooni Records.
- Strumming Music. Sólo pro klavír. Felmay, San Germano, Italy, 1995; reissue of New Tone recording nt6742
- Three Compositions for Machines. Staalplaat, 1997.
- Hommage à Faquir Pandit Pran Nath. A.D.L.M., 1999.
- Schlongo!!!daLUVdrone. Organ of Corti, 2000.
- Jamaica Heinekens in Brooklyn. Hudba pro objet trouvé a drone music. Belgie: Barooni Records.
- Alloy. Alga Marghen, 2000.
- Continuous Sound Forms. Alga Marghen, 2000.
- Charlemagne at Sonnabend. 2 CD. CP, 2001.
- Music for Big Ears. Staalplaat, 2001.
- In Mid-Air. Alga Marghen, 2003.
- Old Souls Wearing New Clothes. VPRO, 2003.
- A Sweet Quasimodo between Black Vampire Butterflies: For Maybeck. Cold Blue, 2007.
- The Apocalypse Will Blossom. Yesmissolga, 2008.
- Voice Studies. Pouze LP. Alga Marghen, 2008.
- From Etudes to Cataclysms. 2 CD. Sub Rosa, 2008.
- Strumming Music for Piano, Harpsichord and String Ensemble. 3 CD. Sub Rosa, 2010.
- Relationship Studies. LP. Algha Marghen, 2010.
- Two Electronic Sonorities. LP. Algha Marghen, 2012.
- Ggrrreeebbbaaammmnnnuuuccckkkaaaiiioooww!!!. LP. Important Records, 2015.
- Bells Studies. LP. Alga Marghen, 2015.
- CharleBelllzzz at Saint Thomas. LP. Alga Marghen, 2015.
- Ssingggg Sschlllingg Sshpppingg. CD. Idiosyncratics, 2015.
- Ttuunneesszz Duh Rruunneesszz. LP. Moog Recordings Library, 2018.
- Interrvallissphereee. LP. Moog Recordings Library, 2018.
- Dingggdongggdinggg vs. Singggsonggsinggg. LP. Matière Mémoire, 2018.
- Aa Sschmmeettrrrrroossppeeccccctivve. LP. 2018.
- theeOorgannnissstheeGgreattestttSsynthesizerrrEverrrrrrrr. LP. Meakusma, 2020.

## Kolaborace (vybraná diskografie)

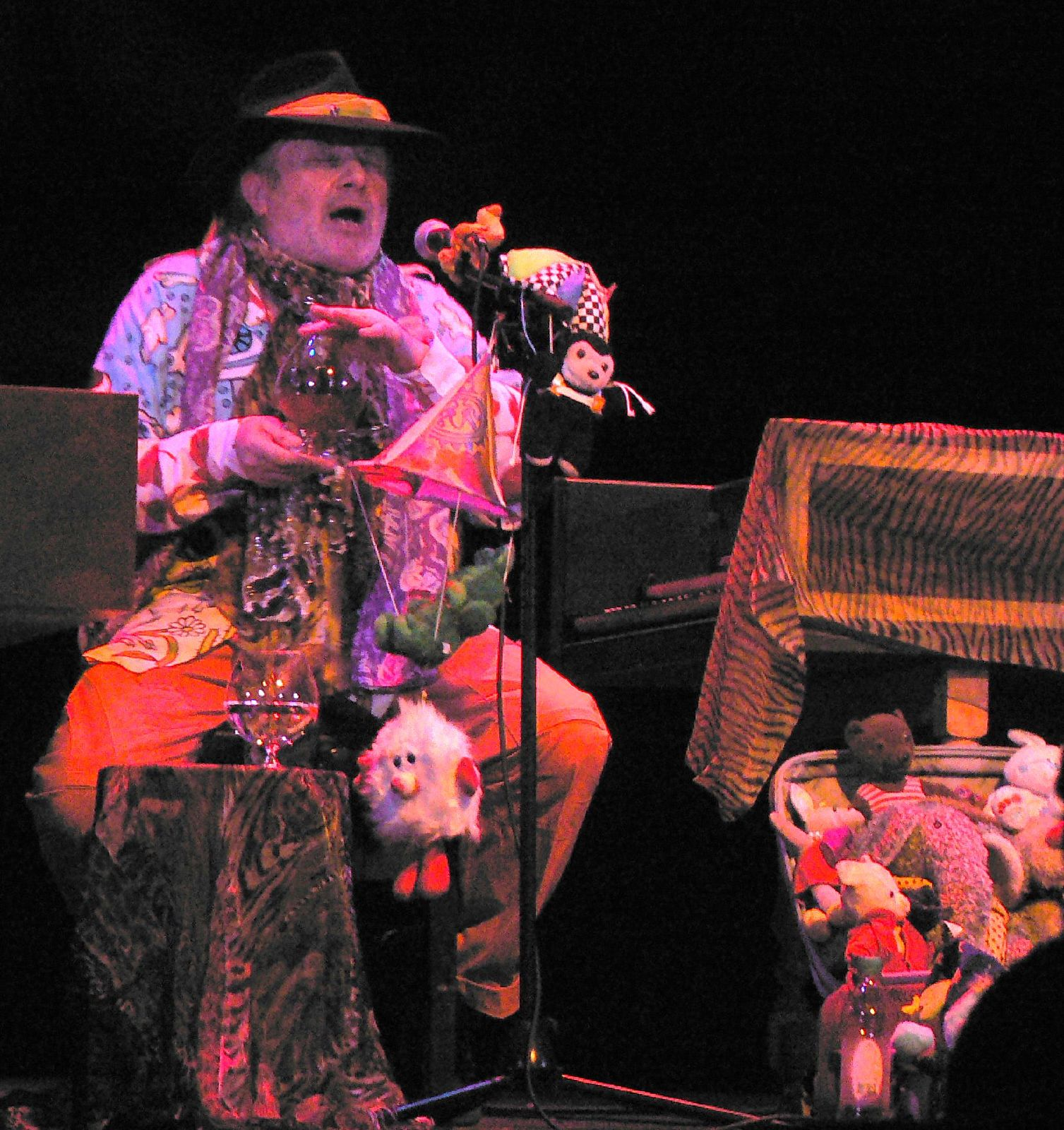
Charlemagne Palestine v listopadu 2007

- Pan Sonic a Charlemagne Palestine. Mort aux vaches. Staalplaat, 2000.
- Charlemagne Palestine, David Coulter a Jean Marie Mathoul. Maximin. Young God Records, 2002.
- Charlemagne Palestine, David Coulter, Michael Gira a Jean Marie Mathoul. Gantse Mishpuchach / Music in Three Parts. Fringes Recordings, 2004.
- Charlemagne Palestine a Tony Conrad. An Aural Symbiotic Mystery. Sub Rosa, 2006.
- Charlemagne Palestine, Terry Jennings, Tony Conrad, Robert Feldman, Rhys Chatham. Sharing a Sonority. Alga Marghen, 2008.
- Charlemagne Palestine a Christoph Heemann. Saiten in Flammen. Streamline, 2009.
- Charlemagne Palestine a Janek Schaefer. Day of the Demons. Desire Path Recordings, 2012.
- Charlemagne Palestine a Rhys Chatham Youuu + Mee = Weee. Sub Rosa, 2014.